# Сплитска област
Сплитска област је била једна од 33 области Краљевинe СХС. Налазила се на подручју данашње Хрватске. Седиште јој је било у Сплиту. Настала је 1922. када је Краљевина СХС подељена на области, постојала је до 1929. године, када је укинута, а њено подручје је укључено у састав Приморске бановине.
Административна подела
Област је садржавала срезове:
- Бенковачки
- Брачки (Супетар)
- Имотски
- Кнински
- Прекобиоградски (Преко)
- Сињски
- Сплитски
- Хварски са Висом (Хвар)
- Шибенички
- Крк (Александрово)